# عقب الليل
عقب الليل هي إحدى بلديات ولاية عين تموشنت الجزائرية. التي تقع  بجانب بلدية اغلال و بلدية عقب الليل وهم  يتسوطون كل يوم في تانوية بوحريش محمد